# Покровские ворота (Белый город)
Покровские ворота, также Кулижские — несохранившиеся проездные ворота московского Белого города, находившиеся в восточной части Белогородской стены. Построены вместе с ней в 1585—1593 годах под руководством известного зодчего Фёдора Коня. Своё имя они получили по церкви Покрова Божией Матери, или Покрова в Садех (у великокняжеских садов), впервые упомянутой в 1479 году. Второе (неофициальное) название ворот — по близлежащей местности.
Покровские ворота были, как минимум, двухъярусными. Башня Покровских ворот была самой низкой из всех проездных башен Белого города — 6,5 саженей. Вход в башню был с крепостной стены. В источниках упоминается, что Покровские ворота имели некие «притворы». Вероятно, это были камеры, предназначавшиеся для хранения боевых запасов.
Покровские ворота были разобраны в середине XVIII века. На их месте образовалась одноимённая площадь.